# Colotis
Colotis är ett släkte av fjärilar. Colotis ingår i familjen vitfjärilar.

## Bildgalleri

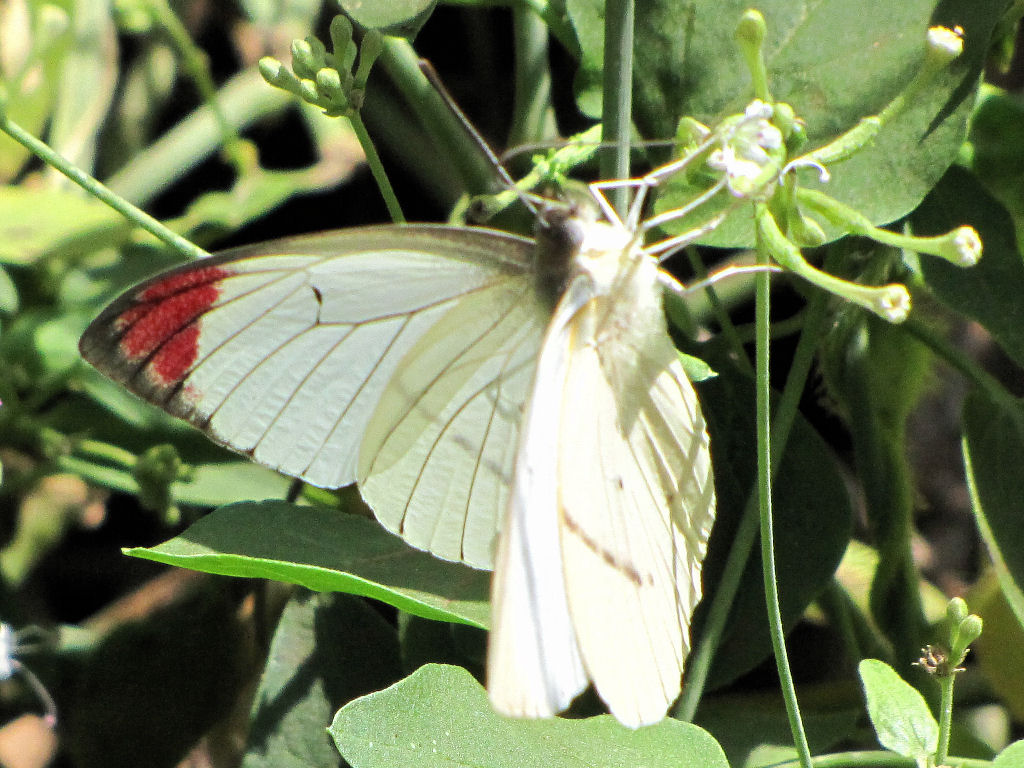
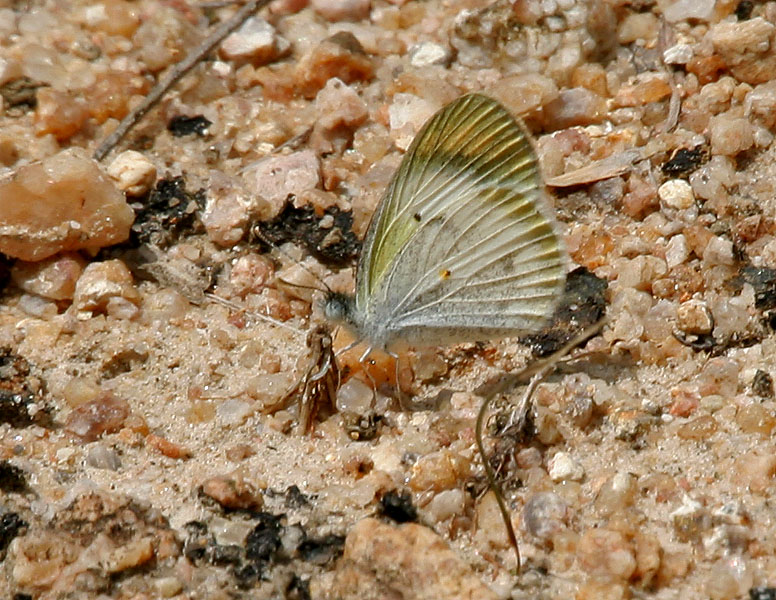
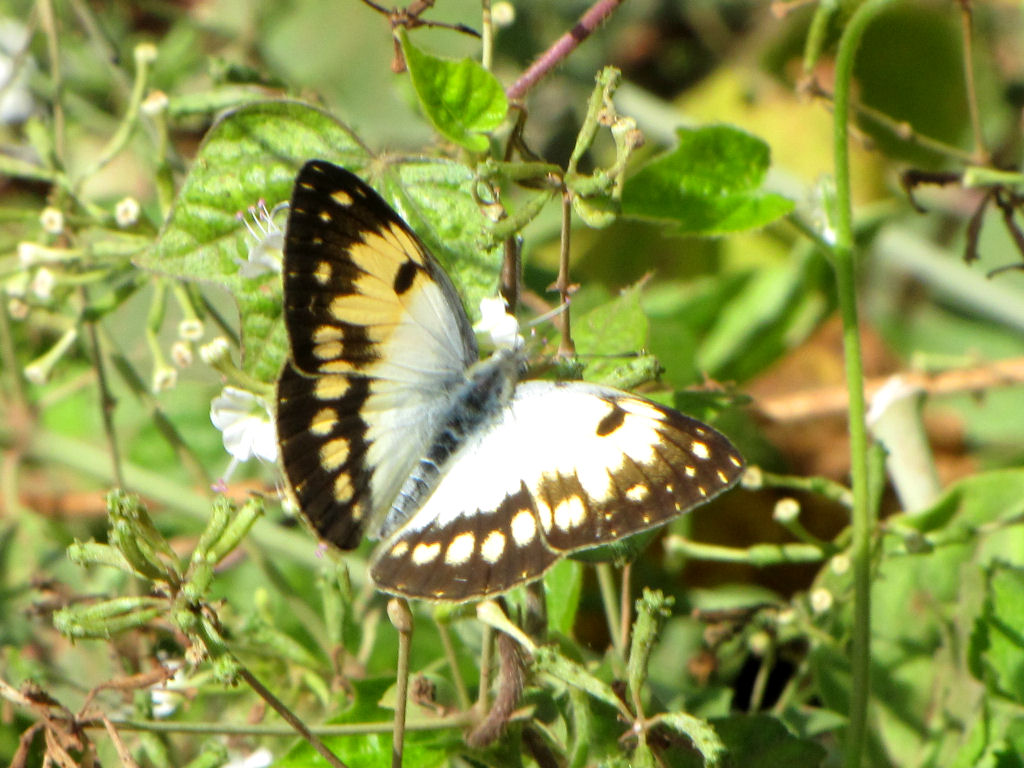

## Dottertaxa tillColotis, i alfabetisk ordning[1]
- Colotis agoye
- Colotis amata
- Colotis antevippe
- Colotis aurigineus
- Colotis aurora
- Colotis auxo
- Colotis celimene
- Colotis chrysonome
- Colotis daira
- Colotis danae
- Colotis dissociatus
- Colotis doubledayi
- Colotis eborea
- Colotis elgonensis
- Colotis ephyia
- Colotis eris
- Colotis erone
- Colotis etrida
- Colotis eucharis
- Colotis euippe
- Colotis eunoma
- Colotis evagore
- Colotis evanthe
- Colotis evanthides
- Colotis evenina
- Colotis fausta
- Colotis guenei
- Colotis halimede
- Colotis hetaera
- Colotis hildebrandti
- Colotis ione
- Colotis lais
- Colotis liagore
- Colotis mananhari
- Colotis pallene
- Colotis phisadia
- Colotis pleione
- Colotis protomedia
- Colotis protractus
- Colotis regina
- Colotis rogersi
- Colotis semiramis
- Colotis subfasciatus
- Colotis ungemachi
- Colotis venosa
- Colotis vesta
- Colotis vestalis
- Colotis zoe